# Srđan Babić
Srđan Babić est un footballeur serbe né le 22 avril 1996 à Banja Luka en Bosnie-Herzégovine. Il évolue au poste de défenseur central au Spartak Moscou.

## Biographie

### En club
En août 2016, il est prêté par la Real Sociedad au CF Reus Deportiu qui joue en D2.

### En équipe nationale
Srđan Babić participe au championnat d'Europe des moins de 19 ans 2014 organisé en Hongrie, puis à la Coupe du monde des moins de 20 ans 2015 qui se déroule en Nouvelle-Zélande. Lors du mondial des moins de 20 ans, il joue 7 matchs. La Serbie remporte la compétition en battant le Brésil.
Le 11 novembre 2022, il est sélectionné par Dragan Stojković pour participer à la Coupe du monde 2022.
Il est retenu dans la liste des 26 joueurs serbes du sélectionneur Dragan Stojković pour participer à l'Euro 2024.

## Palmarès
- Vainqueur de la Coupe du monde des moins de 20 ans en 2015 avec l'équipe de Serbie
- Vainqueur de la Coupe de Serbie en 2014 avec le FK Vojvodina
- Champion de Serbie en 2018